# Ljerka Milčić
Ljerka Lela Milčić (u fra. tekstovima Léla Milcic) je hrvatsko-francuska televizijska producentica. Producira televizijske i filmske uradke (Le Complot), suradnica Guya Luxa i prijateljica pjevačice i glumice Dalide. Rodom iz Rijeke. Živjela je tri desetljeća u Parizu.

## Životopis
U Rijeci je završila srednju školu. Potom je odlučila otići u Pariz za naučiti francuski. U Parizu je namjeravala ostati najviše do dvije godine dok ne nauči jezik. Francuski je usavršavala na Alliance Française. Nakon pet semestara upisala je i filmsku školu IDHEC. Potom se je upustila u rad na filmu. Prvo je bila "skriptna stažistica", a poslije producentica. Uslijedio je projekt. Osnovala je vlastitu produkcijsku kuću zajedno s prijateljicom Simone Alouche. Produkcijska kuća je snimila četiri dugometražna filma. Nakon toga odlučila se prebaciti na televiziju. Skoro dva desetljeća poslije nakupila je bogati televizijski staž i onda je osnovala novu producentsku kuću LM Production. Bliska kinematografskom miljeu, bila je uspješna 1980-ih na TF1, na kojem je bila suradnica i programska savjetnica.U Hrvatsku se je vratila nakon osamostaljenja i pokrenula svoju varijete-emisiju Studio 10 na HRT-u.
U Francuskoj je provela veći dio života. Trideset je godina bila producentica te je realizirala više od 40 različitih emisija na sva tri francuska televizijska programa. Ističe se i vrlo gledana završnica izbora za Miss Francuske.
2008. pojavila se i u glazbenoj produkciji, kao producentica albuma Tereze Kesovije A l'Olympia.
Bila je bila članica ocjenjivačkog suda Pulskog filmskog festivala.

## Emisije
- La Une est à vous
- Succès Fous
- Studio 10, na HRT

## Vanjske poveznice
- Ljerka Milčić u internetskoj bazi filmova IMDb-u (engl.)
- (fra.) Članak o Succès Fous
- (fra.) Televizijski program TF1 s putovanja 1991.[neaktivna poveznica]
- (fra.) AlloCiné Lela Milcic
- HRT  Arhivirana inačica izvorne stranice od 4. srpnja 2007. (Wayback Machine) Studio 10
- Nacional  Arhivirana inačica izvorne stranice od 27. rujna 2007. (Wayback Machine) (poveznica neaktivna)